# チャールズ・ボークラーク (初代セント・オールバンズ公)
初代セント・オールバンズ公爵チャールズ・ボークラーク（Charles Beauclerk, 1st Duke of St Albans,KG, 1670年5月8日 - 1726年5月10日）は、イギリスの貴族。イングランド王チャールズ2世と愛人ネル・グウィンとの間に生まれた庶子。初代セント・オールバンズ公でボークラーク家の祖。

## 生涯
1676年、チャールズ2世からボークラーク姓とバーフォード伯爵及びヘディントン男爵を与えられ、1675年に鷹司頭（Master of the Hawks）に任命、1684年にセント・オールバンズ公に叙され年金手当も与えられた。1685年に父が死去、1687年に母も亡くなるとウィンザー城敷地内のバーフォード・ハウスなど大規模な不動産を相続、同年に騎兵第8連隊隊長となり、1688年に大トルコ戦争に参戦してベオグラード包囲戦に加わった。
1693年にウィリアム3世からジェントルマン・アット・アームス隊長に任命され、4年後の1697年には寝室係侍従になるなどウィリアム3世の下でも優遇された。アンの治世ではホイッグ党寄りの姿勢から遠ざけられたが、ジョージ1世の代で復帰、1718年にガーター勲章を受勲した。
1726年、56歳で死去。長男のチャールズが爵位を継承、遺体はウェストミンスター寺院へ埋葬された。

## 私生活
1694年、ダイアナ・ド・ヴィアー（第20代オックスフォード伯爵の娘）と結婚、12人の子を儲けた。
1. チャールズ（1696年 - 1751年） - セント・オールバンズ公
2. ダイアナ（1697年 - ?）
3. ウィリアム（1698年 - 1733年） - 庶民院議員
4. ヴィアー（1699年 - 1781年） - 軍人、初代ヴィアー男爵
5. ヘンリー（1701年 - 1761年）
6. シドニー（1703年 - 1744年）
7. ジョージ（1704年 - 1768年）
8. シーモア（1708年 - 1709年）
9. ジェームズ（1709年 - 1787年） - ヘレフォード司教
10. オーブリー（1710年 - 1741年） - 海軍軍人
11. メアリー（1712年 - ?）
12. アン（1714年 - ?）